# Martin Lossman
Martin Lossman, född 29 augusti 1971, är en svensk tidigare fotbollsspelare (målvakt) som spelade i bland annat Hammarby IF och Djurgårdens IF.

## Klubbkarriär
Lossman kom till Hammarby från Spårvägen 1995 och stannade i tre säsonger. 1998 värvades han till Djurgården där han inledde som förstemålvakt men efter flera sämre insatser i början av sommaren tappade han platsen till konkurrenten Magnus Lindblad. 1999 tog han kort tillbaka förstaplatsen innan Bo Andersen lånades in och då lånades Lossman ut till sin gamla klubb Spårvägens FF. Därefter har han spelat i olika klubbar i lägre divisioner samt jobbat som målvaktstränare. Så sent som 2006 spelade han i FoC Farsta i division 3.

## Statistik
| Klubb          | Säsong         | Liga             | Liga    | Liga | Cupspel | Cupspel | Totalt  | Totalt |
| Klubb          | Säsong         | Division         | Matcher | Mål  | Matcher | Mål     | Matcher | Mål    |
| -------------- | -------------- | ---------------- | ------- | ---- | ------- | ------- | ------- | ------ |
| Hammarby IF    | 1995           | Allsvenskan      | 0       | 0    | ?       | ?       | 0       | 0      |
| Hammarby IF    | 1996           | Division 1 Norra | 1       | 0    | ?       | ?       | 1       | 0      |
| Hammarby IF    | 1997           | Division 1 Norra | 4       | 0    | ?       | ?       | 4       | 0      |
| Hammarby IF    | Totalt         | Totalt           | 5       | 0    | 0       | 0       | 5       | 0      |
| Djurgårdens IF | 1998           | Division 1 Norra | 8       | 0    | ?       | ?       | 8       | 0      |
| Djurgårdens IF | 1999           | Allsvenskan      | 7       | 0    | ?       | ?       | 7       | 0      |
| Djurgårdens IF | Totalt         | Totalt           | 15      | 0    | 0       | 0       | 15      | 0      |
| Hela karriären | Hela karriären | Hela karriären   | 20      | 0    | 0       | 0       | 20      | 0      |